# Bagòfanes
Bagòfanes (en grec antic: Βαγοφάνης) fou un militar persa. Era el comandant de la ciutadella de Babilònia al temps de la batalla d'Arbela (331 aC), i que quan hi va arribar Alexandre el Gran, es va rendir i va lliurar al conqueridor tots els tresors de la ciutat.